# Dongyangosaurus
Dongyangosaurus ist eine Gattung sauropoder Dinosaurier aus der Oberkreide Chinas. Einzige Art ist Dongyangosaurus sinensis. Bisher ist nur ein einziges, teilweise erhaltenes Skelett bekannt, das in der Provinz Zhejiang entdeckt und 2008 erstmals wissenschaftlich beschrieben wurde. Wie bei allen Sauropoden handelte es sich um einen großen, vierbeinigen Pflanzenfresser mit langem Hals.

## Beschreibung
Das einzige Skelett (Holotyp, Exemplarnummer DYM 04888) wird im Dongyang-Museum (Dongyang, Zhejiang) aufbewahrt. Das Skelett umfasst 10 Rückenwirbel, das Kreuzbein, zwei Schwanzwirbel sowie das Becken. Alle Knochen befinden sich in situ auf einem Gesteinsblock, aus dem sie nur teilweise herauspräpariert wurden. Das Skelett liegt vollständig im ursprünglichen Skelettverbund vor.
Dongyangosaurus war ein großer Sauropode, der eine Länge von 15 Meter und eine Höhe von 5 Meter erreicht haben könnte. Die Rückenwirbel zeichnen sich durch augenförmige Pleurocoele (seitliche Aushöhlungen) sowie durch niedrige und gegabelte Dornfortsätze aus. Das Kreuzbein besteht aus sechs miteinander verschmolzenen Kreuzbeinwirbeln. Die Schwanzwirbel sind procoel, das heißt auf der Vorderseite konkav und auf der Hinterseite konvex – beim lebenden Tier bildeten die Enden ein Kugelgelenk mit dem jeweils vorne und hinten folgenden Wirbel. Die Rippen waren pneumatisch (mit luftgefüllten Kammern durchzogen). Das Schambein, der nach vorne gerichtete Knochen des Beckens, war kürzer als das nach hinten gerichtete Sitzbein. Das Obturatorium war klein und verlängert.

## Systematik
Die Verwandtschaftsbeziehungen dieser Gattung sind unklar. Die pneumatischen Rippen sowie die sechs Kreuzbeinwirbel lassen jedoch auf eine Einordnung innerhalb der Titanosauriformes schließen. Diese Gruppe umfasst die Titanosauria, die Brachiosauridae sowie verschiedene ursprüngliche Gattungen.

## Fund und Namensgebung
Die Oberkreide der Provinz Zhejiang ist vor allem für Funde fossiler Dinosaurier-Eier bekannt. Skelettreste sind selten – bislang wurden lediglich der Sauropode Jiangshanosaurus aus der Jinhua-Formation, der Theropode Chilantaisaurus zhejiangensis, sowie der Nodosauride Zhejiangosaurus aus der Chaochuan-Formation beschrieben. Dongyangosaurus entstammt der Fangyan-Formation. Das Alter dieser Formation ist ungeklärt, derzeit wird die frühe Oberkreide (Cenomanium bis Santonium) als wahrscheinlichstes Alter angegeben.
Der Fund wurde in dem Dorf Baidian in der kreisfreien Stadt Dongyang gemacht, von welcher sich der Gattungsname ableitet. Der zweite Teil des Artnamens, sinensis, ist griechisch für „aus China“.